# Score (album 2Cellos)
Score – czwarty album chorwacko-słoweńskiego duetu 2Cellos w składzie: Luka Šulić i Stjepan Hauser, wydany 17 marca 2017, współtworzony przez Nicka Patricka. Płyta składa się z czternastu utworów, będących interpretacją ścieżek filmowych i serialowych, m.in. z Listy Schindlera, Titanica, czy też Ojca chrzestnego. Album został poprzedzony singlem „Game of Thrones”, który już przed premierą Score zdobył ponad 5 mln wyświetleń na YouTube. 
W projekt ten zaangażowani byli także: dyrygent Robin Smith oraz London Symphony Orchestra.

## Lista utworów
| Nr  | Tytuł                        | Autor                                       | Ścieżka dźwiękowa do:                  |
| --- | ---------------------------- | ------------------------------------------- | -------------------------------------- |
| 1.  | „Medley”                     | Ramin Djawadi                               | Gra o tron                             |
| 2.  | „May It Be”                  | Enya, Roma Ryan, Nicky Ryank, Howard Shore, | Władca Pierścieni: Drużyna Pierścienia |
| 3.  | „For the Love of a Princess” | James Horner                                | Braveheart                             |
| 4.  | „Love Story”                 | Francis Lai, Carl Sigman                    | Love Story                             |
| 5.  | „Cinema Paradiso”            | Ennio Morricone, Andrea Morricone           | Kino Paradiso                          |
| 6.  | „Moon River”                 | Henry Mancini, Johnny Mercer                | Śniadanie u Tiffany'ego                |
| 7.  | „Love Theme”                 | Nino Rota                                   | Ojciec Chrzestny                       |
| 8.  | „My Heart Will Go On”        | James Horner, Will Jennings                 | Titanic                                |
| 9.  | „Theme”                      | Hans Zimmer                                 | Rain Man                               |
| 10. | „Cavatina”                   | John Williams                               | Łowca jeleni                           |
| 11. | „Malena”                     | Ennio Morricone                             | Malena                                 |
| 12. | „Main Theme”                 | John Williams                               | Lista Schindlera                       |
| 13. | „Titles”                     | Vangelis                                    | Rydwany ognia                          |
| 14. | „Now We Are Free”            | Klaus Badelt, Ridley Scott, Hans Zimmer     | Gladiator                              |